# Komkommer

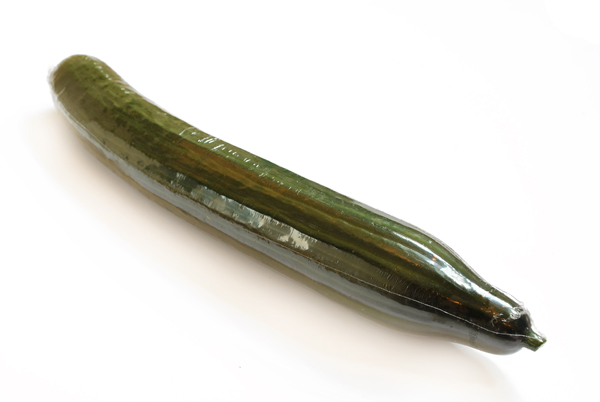
Verpakte komkommer

De komkommer is de vrucht van de komkommerplant Cucumis sativus, een eenjarige plant uit de komkommerfamilie. Komkommers worden al meer dan 3000 jaar gegeten.

## Bereiding

### Salades en bijgerechten
De komkommer wordt vooral rauw gegeten, als salade en al dan niet geschild. Soms worden de zaadlijsten verwijderd.
De komkommer kan in stukjes worden gesneden, worden geraspt, of in dunne plakken gesneden. Komkommersalade wordt aangemaakt met olie, azijn, wat zout en peper. Eventueel kan ook fijngesneden ui worden toegevoegd of kruiden en smaakmakers, zoals dille, peterselie, tuinkers of rucola. Er bestaan talloze variaties, bijvoorbeeld met bieslook in plaats van ui of met mayonaise in plaats van azijn en olie.

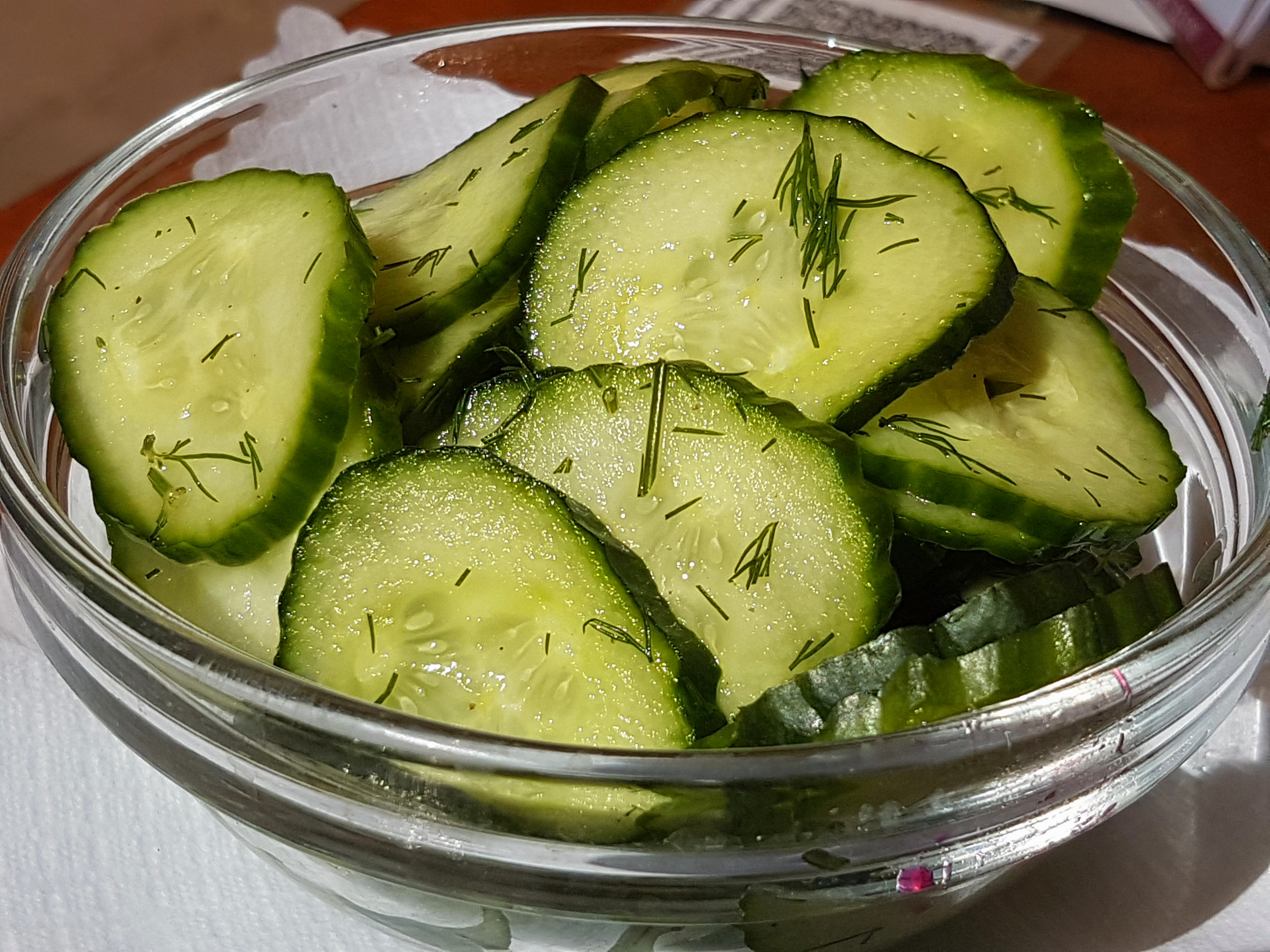
Komkommersalade met dille

Komkommersalade is erg vochtig. Als dit niet wenselijk wordt geacht, kan men de gesneden of geraspte komkommer eerst laten uitlekken in een zeef. Door het toevoegen van zout gaat dit uitlekken sneller.
Een Grieks recept met komkommer is tzatziki. Geraspte komkommer wordt hiervoor vermengd met dikke Griekse of Bulgaarse yoghurt, veel knoflook uit de knijper en vrij veel zout. Ook hierbij moet ervoor worden gezorgd dat het geheel niet te vochtig wordt. Men kan zowel de yoghurt als de komkommer daartoe laten uitlekken. Een soortgelijk recept is raita, waarbij aan de yoghurt munt wordt toegevoegd.

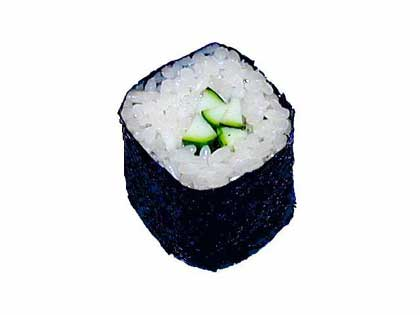
Maki

In Japan verwerkt men komkommer in een rolletje rijst, met daaromheen gedroogd zeewier, dit wordt maki genoemd.

### Ingemaakt
In plakjes gesneden, in azijn in water ingemaakte komkommers kunnen met zure room en paprikapoeder worden gebruikt als salade. In de Indonesische keuken geeft men komkommer in het zuur als bijgerecht, meestal aangevuld met rode peper en andere specerijen. Dit wordt atjar ketimoen genoemd. Ingemaakte komkommer moet binnen enkele dagen na het bereiden gegeten worden, omdat het niet is verhit.

### Als warme groente
Komkommer kan ook worden gestoofd, gevuld met gehakt om in de oven gaar te braden, of als garnering worden gebruikt. Met de opkomst van het wokken, wordt ook komkommer gewokt.

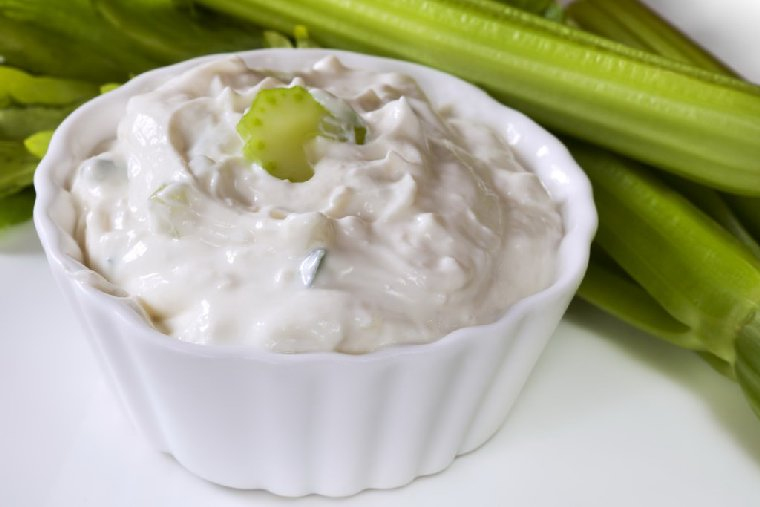
Tzatziki

### Soepen
Van komkommer kunnen ook warme of koude soepen gemaakt worden. Het is dan ook vaak een ingrediënt van Gazpacho.

### Dranken
Komkommers kunnen ook verwerkt worden in smoothies. Komkommersap kan ook gemaakt worden met behulp van een sapcentrifuge.

## Bewaren voor consumptie
Niet bewerkte komkommers kunnen het beste worden bewaard bij een temperatuur van 10°C tot 13°C, bij voorkeur verpakt in krimpfolie. In de koelkast drogen ze uit en beschadigt de schil, ze blijven daardoor minder lang goed.

## Inhoudstoffen

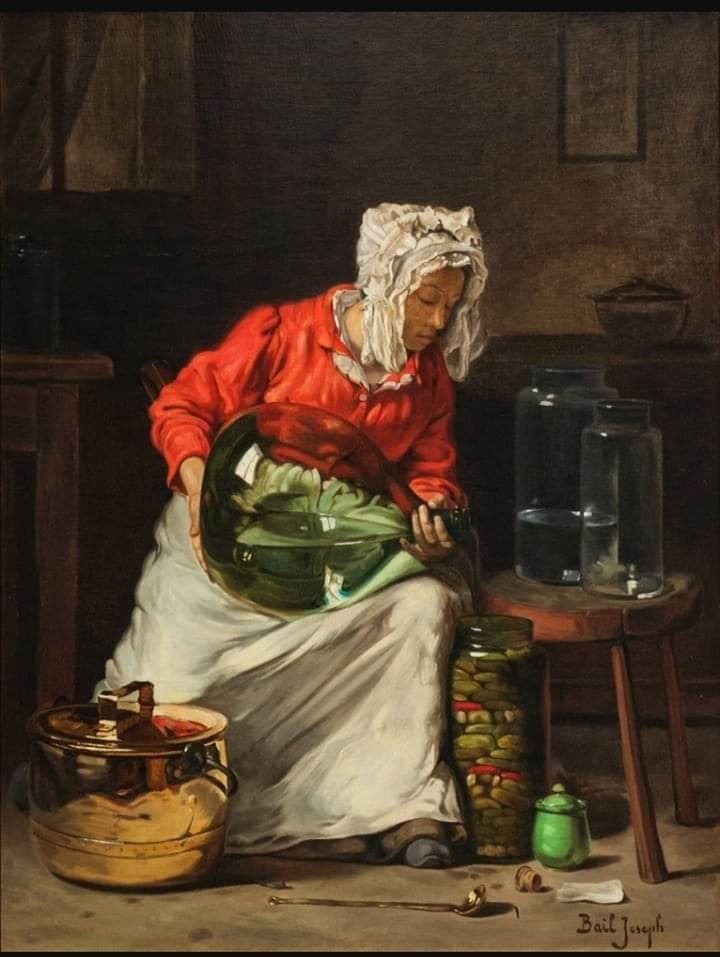
Het inmaken van komkommer
door Joseph Bail

Komkommer bevat vooral water en weinig voedingsstoffen. De voedingswaarde, uitgedrukt per 100 gram ongeschild product, is:
| Water               | 94 g          |
| Energetische waarde | 33 kJ / 8kcal |
| Koolhydraten        | 2 gram        |
| Eiwit               | 0,6 gram      |
| Vitamine B1         | 0,03 mg       |
| Vitamine B2         | 0,01 mg       |
| Vitamine C          | 10 mg         |
| Kalium              | 124 mg        |
| Calcium             | 14 mg         |
| Fosfor              | 34 mg         |
| IJzer               | 0,2 mg        |
| Vezels              | 0,3 g         |

### Bitterstof
Door veredeling komt de bitterstof cucurbitacine C sinds eind jaren 1950 in de huidige komkommers niet meer voor. Het al dan niet aanwezig zijn van de bitterstof berust op een enkel allel. De komkommer is bitter als het allel (Bi) dominant aanwezig is en de hoeveelheid bitterstof kan dan onder stressvolle omstandigheden oplopen tot de voor mensen dodelijke dosis van 300 mg/kg van het versgewicht. Als het allel recessief aanwezig is, wordt er geen bitterstof gevormd.

## Trivia
- De term komkommertijd verwijst naar het zomerseizoen. De gedachte hierachter is dat in deze tijd van het jaar de komkommers volop worden aangevoerd, terwijl de media dan over het algemeen weinig belangrijk nieuws te melden hebben.
- Over de princeps Tiberius wordt gezegd dat hij een serre "avant la lettre" zou hebben laten aanleggen door zijn slaven, om heel het jaar door verse komkommers te kunnen eten.[6]
- Kappa kunnen in bedwang worden gehouden met komkommer.
- Tijdens het Obonfestival, van 13 t/m 16 augustus, in Japan, worden komkommers - waarin vier stokjes zijn gestoken - op thuisaltaren geplaatst om de paarden te symboliseren waarmee de zielen van overleden voorouders terugkomen naar de wereld van de levenden.